# ناندونگ
ناندونگ (به لاتین: Nandong) یک شهرک در جمهوری خلق چین است که در بخش گائوچنگ واقع شده‌است.